# Либеральная партия (Болгария)
Либеральная партия (болг. Либерална партия) — историческая политическая партия в Болгарии, существовавшая в 1879-1896 годах. Основная партия страны в середине 1880-х годов.

## История
Партия была создана во время выборов в Учредительное собрание в 1879 году Петко Каравеловым, Петко Славейковым и Драганом Цанковым. На парламентских выборах в сентябре и октябре того же года партия получила 140 из 170 мест в Национальном собрании. На выборах в 1880 году Либеральная партия сохранила большинство в Собрании, получив 103 из 162 мест. На выборах 1884 года партия получила 100 из 171 места.
В середине-конце 1880-х годов партия постепенно распалась, и несколько новых партий позже были созданы бывшими членами, включая Прогрессивно-либеральную партию (1884), Народно-либеральную партию (1886) и Радославскую либеральную партию (1887). 
Либеральная партия ненадолго возродилась в 1890-х годах, выиграв три места на выборах 1894 года. В 1896 году стала Демократической партией.